# Животворящ източник (Потамия)
„Света Богородица Животворящ източник“ (на гръцки: Ζωοδόχος Πηγή) е късновъзрожденска православна църква в Левки, южна махала на село Потамия, в северозападната част на остров Тасос, Гърция.
Църквата е изградена южно от Потамия, на малко разстояние от „Свети Димитър“. В архитектурно отношение е еднокорабен храм с дървен покрив. Външните му размери са 11,03/7,90 m, 87,14 m2. Стените са от камък.
Входът е от запад. Днес има стоманобетонен портик. Прагът е с една стъпка под нивото на портика и е с една стъпка над нивото на храма. Има сводест трегер от външната страна, а вътре горният праг е хоризонтална дървена греда на височината на ключа на свода. Църквата е осветена от четири големи сводести прозореца със същата форма като входа – два на север и два на юг. Иконостасът е таблен с цокълни табла, царски икони, зона за Дванадесетте празника, но без икони най-високата зона за допълнителни двадесет малки икони.
Светилището е с ширина 1,82 m. Апсидата има диаметър 2,14 m и е осветена само от вентилационен отвор. Има протезис, диаконикон и ниши на северната и южната стена. Всички са полукръгли. Олтарът се състои от една колона, на която е разположена база. На пода има мозайка. Малко пейки има на северната и южната стена. Има и владишки трон. В храма има един железен и два месингови свещници.
Покривът е двускатен, а покритието е от френски керемиди, а старите плочи са запазени само над конхата на светилището.